# بییانوئبا د سان مانسیو
بییانوئبا د سان مانسیو (به اسپانیایی: Villanueva de San Mancio) یک شهرستان در اسپانیا است که در استان وایادولید واقع شده‌است.